# 竜馬四重奏
竜馬四重奏（りょうま しじゅうそう）は、ヴァイオリン担当の竜馬（りょうま）、津軽三味線担当の雅勝（まさかつ）、篠笛担当の翠（すい）、小鼓など打楽器担当の仁（じん）の4人による日本のインストゥルメンタルグループ。

## 概要
2008年に竜馬の呼びかけで結集し活動を開始。日本の伝統楽器と個性的な竜馬のヴァイオリンの音色を融合させ、新しい日本的なサウンドを国内外に発信する事を目標にしている。
結成当初より紋付きに袴姿での演奏をヴィジュアルコンセプトに掲げている（竜馬はブーツと帽子を着用）。2016年のメジャー・デビューを機に、ファッションブランドgoukとのコラボレーションによる新衣装を導入し、紋付き姿と並行して展開。
4人それぞれがプロとして個人の音楽活動を展開しながらインディーズバンドとして活動していた時期が長い。デヴィ・スカルノ古希のパーティー、国内外の貴賓を迎えるパーティーなど非公開の営業を多数行っていた。2014年、在スペイン日本大使館招聘による、スペイン3都市（マドリード、サンタンデール、ビルバオ・グッゲンハイム美術館）ツアーを契機に、活動に注目が集まりはじめ、フルアルバム『維新』を発表。オフィスウォーカーグループとの契約に続き、2016年7月、ポニーキャニオンより『Neo Zipang』を発表し、メジャー・デビュー。
2017年10月25日ポニーキャニオンより2ndアルバム『SAMURIZE』を発表。名古屋、大阪、福岡、岡山を含むツアー、プロモーション活動として東京近郊12箇所でのインストアライブツアーを行う。2018年3月3日にツアーファイナルのライブを日本橋三井ホールにて行う。
2018年1月5日、NHKあさイチにゲスト生出演。
2019年4月よりテレビ朝日のニュース情報番組「スーパーJチャンネル」の番組テーマ曲に竜馬作曲の『Sekai-Japan』が使用され、演奏を竜馬四重奏が担当。
2021年2月3日、ポニーキャニオンより3rdアルバム『connecting』を発表。

## バンドプロフィール

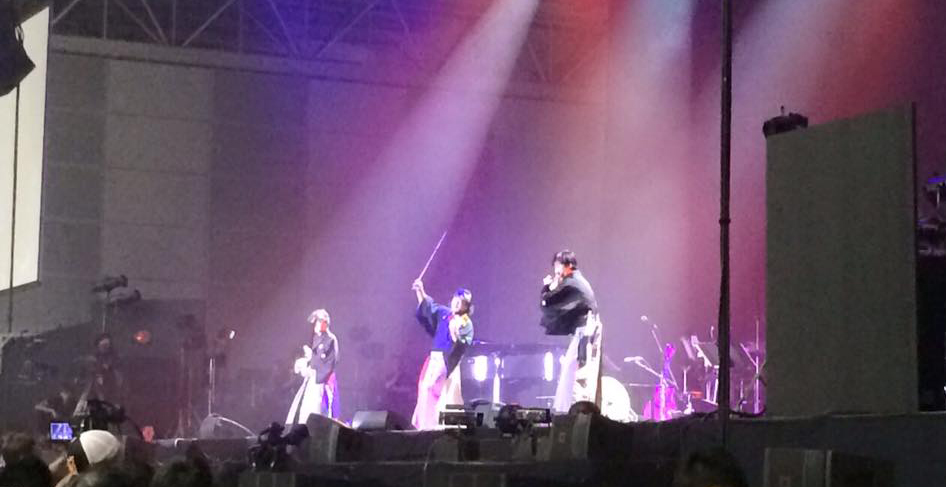
竜馬四重奏　2015年黒フェス黒白歌合戦（幕張メッセ）出演時の様子

ヴァイオリンの竜馬、津軽三味線の雅勝、篠笛の翠、鼓の仁、の4人からなる古くて新しいユニット竜馬四重奏。「音楽の力で人と人とを繋ぎたい」「伝統楽器の響きを新しい形で伝えたい」「日本人の魂を音楽にのせて世界に発信したい」という強い信念のもと集った4人のサムライ達。
メンバー全員が国内屈指の名プレイヤーであり、これまで様々なキャリアを経て「自身が愛する伝統楽器をより多くの人に聴いてもらいたい。外に向けて発信していきたい。」という強い想いと決意を持って、竜馬四重奏を結成。その独自性がシーンやジャンルを超える。2016年にポニーキャニオンよりメジャーデビュー。3枚のアルバム、1枚のシングルを発表。
海外実績としてもスペイン「日本スペイン交流400周年」3都市ツアー、タイ「JAPAN EXPO THAILAND」(テーマ曲も担当)、 マレーシア「JAPAN EXPO MALAYSIA」、ブルネイ「JAPANESE LANGUAGE CULTURE」に出演、ニューヨークの老舗ライブハウス「Joe’s Pub」にて単独公演を行う。
2020年以降はコロナ感染対策から、「JAPAN EXPO MALAYSIA」、「JAPAN EXPO THAILAND」、英ジャパン祭り、ブルガリア大使館主催イベント、日韓交流おまつりなどにオンラインライブ参加するなど、日本国内外問わずオファーが絶えず、世界各国にて多大な支持を獲得している。

## メンバー
竜馬（ヴァイオリン）
千葉県市川市出身。革命ヴァイオリニストの異名を持ち、国内外で活動する新進気鋭のアーティスト。 千葉、東京、茨城、尾張、三河、姫路などに後援会があり、2015年より鴨川市観光大使を務める。20歳の頃よりヴァイオリン奏者として300本以上の映画・テレビドラマ・CMなどのレコーディングに参加、劇団四季やミュージカル、多くの著名ミュージシャンとの演奏や舞台音楽の監督、アーティストやイベントのプロデュース、CMや舞台などへの楽曲提供など、音楽の枠にとどまらず幅広く活動。現在は革命ヴァイオリニストとしてのソロワークで日本全国約700ヶ所1,000公演以上のライブを行い、竜馬を中心として結成した和楽器とのコラボレーションバンド「竜馬四重奏」として活動し、海外も含めると現在までに延べ約21万人以上の人々に音楽を届けている。
雅勝（三味線）
千葉県浦安市出身。祖父の影響により津軽三味線を始める。10代の頃より作曲を始める。数々の津軽三味線コンクールにて賞を受賞。NHKの邦楽番組への出演、TV・CM音楽の演奏、演劇や舞台への楽曲提供多数。2011年日本一決定戦審査員特別賞受賞。アメリカ/スペイン/オランダ/中国/台湾/マレーシア/ロシア/モンゴル/マラウィ/ケニア/タイなど、海外公演多数。 ロシアのモスクワ音楽院にて津軽三味線奏者としては初の三味線一丁のソロコンサート「津軽の鼓動」を成功させる。古典的な民謡の伴奏者としての三味線を演奏する一方、ロック、ジャズ、クラシック、ラテン音楽、ポップスまで様々なジャンルを弾きこなすなどの幅広い音楽性はセッションプレイヤーとして各業界から高い評価を得ている。
翠（篠笛）
東京都港区出身。歌舞伎役者と笛演奏家の血筋を引く。2004年に伯父の前名である藤舎推峰を襲名。古典の世界で研鑽を重ね、放送や舞台に数多く出演。市川團十郎丈のモナコ公演の他、アメリカ、イタリア、オランダなどの海外公演にも参加。古典演奏活動の他、谷村新司、石井竜也、石川智晶のステージやレコーディングサポート、ジャズセッション、映画、CM音楽への参加等幅広く活動を展開。東日本大震災以降、年2回のチャリティコンサートを企画・出演を続けている。東京芸術大学大学院を修了。在学中にアカンサス音楽賞などを受賞。平成23年国立劇場主催「明日を担う新進の舞踊邦楽鑑賞会」出演。NHK「にっぽんの芸能」独奏出演、NHK大河ドラマ「八重の桜」「軍師官兵衛」演奏出演。明治座「かたき同志」等、ドラマ・舞台所作指導。新国立劇場ダンス公演「近松DANCE弐題」公演への楽曲提供など、作曲作品も数多く発表している。
仁（小鼓ほか打楽器）
東京都北区出身。四代続く囃子の血統を受け継ぐ邦楽囃子方。竜馬四重奏のリーダーを務める。幼少の頃より歌舞伎囃子を藤舎流六世家元である藤舎呂船に師事し、フランス、イタリア、スペイン、中国、香港、メキシコなど海外公演に多数参加。「藤舎呂凰」として歌舞伎や日本舞踊の古典演奏を基盤に活動しつつ、数多くの異業種のアーティストとのコラボレーションを積極的に行う。古典の型のみにとらわれず、魅せるパフォーマンスを目指した活動を展開し、演劇や“BlueManGroup”と の共演、その集大成として2010年には国立劇場に於いて「藤舎呂凰リサイタル」を主催。若手囃子方による「若獅子会」同人として、2016年「第五回中島勝祐創作賞」を受賞。その他にも声優、ナレーターとしても活動し、表現の振り幅を拡げている。

## ディスコグラフィー
『守るべきもの』（2010）
1. 空城の乱
2. 冬空
3. 花舞
4. 春雪
5. 秋小寒
6. Mamorubeki-mono
7. 守るべきもの
8. 結海樹

結成時から演奏していた楽曲をまとめたミニアルバム。これに先行してシングル『霞』を少数販売していたため、本アルバムには収録されていない。結成時に作曲された楽曲はこの他に『炎夏』があるが、2008年のライブでしか演奏されていない。ちなみに月見営業でしか演奏されない『USAGI, TO THE MOON』など、単発の楽曲も数曲存在する。
『維新』（2014）
1. 霞
2. 風林火山
3. EVERGREEN
4. さすらい人
5. ピイス
6. KAGUYA
7. 夜明け
8. 維新
9. LOTUS
10. 守るべきもの
11. 花舞

スペインツアー決定の前後、活動が本格化した時期にレコーディングされた作品。ジャケットデザインはMarty、ジャケット写真は村井眞哉、レコーディング・エンジニアはIchiro。これら三氏の尽力、応援によりアルバム製作が実現した。本作より、メンバーによる作曲作品が収録されている。『霞』（田村宏樹作曲）は結成時より演奏されている楽曲の再収録で、このアルバムのバージョンがBS朝日『悠久への旅 とっておきの京都』のメインテーマに使用された。『守るべきもの』『花舞』はIchiroの熱意によって再録音、再収録となった。
『Neo Zipang』（2016）
Disc1
1. YAMATO
2. 暁
3. 雫
4. Esperanza
5. #2
6. 疾風迅雷
7. 春花想
8. ハルカカナタ
9. いにしえの道
10. 未来飛航
11. 空城の乱

Disc2
1. RYDEEN
2. 花は咲く
3. ニュー・シネマ・パラダイス
4. CHILD’S ANTHEM

2016年、ポニーキャニオンから発表されたメジャー・デビュー・アルバム。アレンジ、サウンドのプロデュースは百石元。ジャケットデザインは前作に続きMarty。イラストはエルド吉水。『空城の乱』は結成時から演奏されていた楽曲のリメイクバージョン。『#2』はスタジオでのセッションを録音した間奏曲で、タイトルはポニーキャニオン本社前の道路「環状2号線」から取られている。Disc2は初のカバー曲集。本作から須永秀明監督『YAMATO』のMVがアルバム発売に先行して公開された。これに合わせ、須永秀明は「日本風という表現は多々あると思いますが、竜馬四重奏は個々が皆、 本物の技術、表現力を持っています。 そんな4人から生まれる音は当然、日本風ながらも、確実に今の音でした。 伝統から生まれる、現代の音楽はとても心地よく、そして刺激的に耳に届きました。 余談ですが、メンバーの皆様の人となりも、素晴らしい方々でした。」とコメントしている。初回限定の豪華パッケージはDisc1とオリジナル扇子（限定品）が封入されたコレクターズエディション。
『SAMURIZE』（2017）
Disc 1
1. 風神
2. 焔
3. HIDE & SEEK
4. 幕末ファンク
5. TSUBAKI -紅-
6. SAKURA
7. Rising Sun
8. 月華美人
9. Oriental Bird
10. 彩雪
11. 大地
12. once upon a time

Disc2
1. Venus
2. Viva La Vida
3. We Are The World

2017年10月25日発売のメジャー2作目となるアルバム。発売元はポニーキャニオン。アルバムタイトルは「侍」と接尾辞の「-ize」を合わせた造語で、同時に日出ずる国の音楽として「Sunrise」の語感も意識している。また『SAMURIZE』の単語を構成する子音がメンバーのイニシャルと一致している。Disc1には日本テレビ報道番組「news every.」のお天気コーナータイアップ曲『Oriental Bird』を含むオリジナル12曲、Disc2にカバー3曲を収録。
『connecting』（2021年）
1. connecting　作曲・編曲：百石元
2. Stand Up　作曲：竜馬　編曲：百石元
3. HANABI　作曲：雅勝　編曲：高尾奏之介
墨田区観光協会PR動画「すみだ千客万来」テーマソング
4. 雨　作曲：翠　編曲：高尾奏之介
5. Sekai-Japan -connecting ver.- 作曲：竜馬　編曲：奈良悠樹
テレビ朝日系「スーパーJチャンネル」2019～2020テーマ曲
あんたがたどこさ　編曲：高尾奏之介
6. 熊本市PR動画イメージソング
7. VIVA! NIPPON　作曲：雅勝　編曲：高尾奏之介
8. ハナミズキ　編曲：百石元
9. 情熱大陸　作曲：葉加瀬太郎　編曲：高尾 奏之介
10. 星・月・夜　作曲：翠　編曲：高尾奏之介

2021年2月3日発売のメジャー3作目となるアルバム。発売元はポニーキャニオン。

## 年譜
2008年
- 11/25 初ワンマンライブ開催 UNDER DEER LOUNGE（渋谷）

2009年
- 03/23「東京マラソン2009」出演
- 07/04 池袋サンシャインシティ「七夕コンサート」出演
- 11/27 ワンマンライブ 新宿ユニバーサルシティ

2010年
- 02/07「デヴィ夫人 古稀の祝宴」出演
- 02/20 竜馬ソロ＋竜馬四重奏ホールライブ　君津市民文化ホール（千葉）
- 07/12 ワンマンライブ「そうま音楽夢工房第39回演奏会」（福島）
- 11/01「天地仁」出演 国立劇場（東京）
- 11/21「竜馬四重奏とお月見演奏会」開催 TOKYO-FMメンバーズクラブJET STREAM（東京）

2011年
- 09/10「観月の宴」出演（千葉県）
- 09/24 西武園ゆうえんち出演（さいたま）
- 10/21 ワンマンライブ「東日本大震災　竜馬四重奏チャリティ・コンサート」TANAKAYA （東京）

2012年
- 05/04「生け花インターナショナル」パーティ出演（東京）
- 10/28 ワンマンライブ「東日本大震災　竜馬四重奏チャリティ・コンサート」丸の内MY PLAZA HALL（東京）

2014年
- 03/23 スペイン「日本スペイン交流400周年」スペイン（マドリード・サンタンデール・ビルバオ）ツアー
- 05/16 アルバム『維新』発売
- 05/16 ワンマンライブ「スペイン凱旋&アルバム「維新」レコ発ライブ」CAY（東京）
- 08/01 ワンマンライブ「スペイン凱旋&アルバム「維新」レコ発ライブー追加公演」アミュゼ柏プラザ（千葉）
- 08/01 ワンマンライブ「スペイン凱旋&アルバム「維新」レコ発ライブー追加公演」六本木all of me（東京）
- 10/27 ワンマンライブ「THE LIVE」渋谷 duo MUSIC EXCHANGE（東京）
- 12/13 ワンマンライブ Casa Mia（東京）

2015年
- 03/10 ワンマンライブ「東日本大震災　竜馬四重奏チャリティ・コンサート」東京建物八重洲ホール（東京）
- 04/10 ワンマンライブ「THE LIVEⅡ」原宿クエストホール（東京）
- 04/25「SLUSH ASIA」出演 お台場特設ステージ（東京）
- 05/17 RedBll主催「RedBull AIR RACE2015」出演　幕張海浜公園（千葉）
- 09/05 ワンマンライブ「THE LIVE ～松戸の遍～」松戸・森のホール21（千葉）
- 09/06「松崎しげるデビュー45周年記念<黒フェス~白黒歌合戦~>」幕張メッセ国際展示場
- 10/11 竜馬四重奏&PAPERMOON ジョイントコンサート」イタリア文化会館 アニェッリホール

2016年
- 01/21 ワンマンライブ「THE LIVEⅢ」Mt.RAINIER HALL SHIBUYA PLEASURE PLEASURE」（東京）
- 01/24 タイ「Japan expo in Thailand」
- 03/11 ワンマンライブ「THE LIVE ～姫路の遍～」姫路 ダブルキングカフェ（兵庫）
- 03/12「京都・東山花灯路-2016」サンドアート集団SILT-clarte-コラボレーションライブ　京都知恩院三門前広場（京都）
- 03/18 舞台「宮本武蔵外伝」共演（4公演） 三越劇場（東京）
- 06/19 ニッポン放送主催「大江戸和宴~大江戸そば 博・大江戸大酒会~」代々木公演野外ステージ（東京）
- 06/25 ワンマンライブ「THE LIVE ～土佐維新の遍～」高知市文化プラザカルポート（高知）
- 07/27 メジャーデビューアルバム『NEO ZIPANG』発売
- 08/27 アルバムリリースワンマンライブ『THE LIVE Ⅳ 「NEO ZIPANG」』
- 09/06 松崎しげる主催「黒フェス2016~白黒歌合戦~」豊洲PIT
- 09/11 ワンマンライブ『THE LIVE「NEO ZIPANG ー大阪編ー」』
- 11/22 竜馬四重奏ワンマンライブ「宇部市文化会館　文化ホール」

2017年
- 01/28 ワンマンライブ「THE LIVE2017 東京事変」
- 02/10 タイ「Japan expo in Thailand」出演&同イベントのテーマソングを書き下ろし
- 04/02 「桜橋花まつり」出演
- 04/21 ワンマンライブさくらホール
- 04/25 「亀戸天神社 藤まつり」出演
- 05/04 「博多どんたく」出演
- 05/12 「はねだ江戸まつり」出演
- 05/20 「うるぎ星の森 音楽祭」出演
- 07/15 「第5回北の酒まつり in きたひろしま」出演
- 07/28-30 「JAPAN EXPO MALAYSIA」出演
- 08/15 「インペリアル ジャズ2017」出演
- 10/01 プレミアムライブ「THE LIVE SAMURIZE -review-」
- 10/25 2nd Album『SAMURIZE』発売
- 10/26-12/01 初の全国ツアー「THE LIVE SAMURIZE」開催

2018年
- 01/12 「THE LIVE SAMURIZE ～新春の宴～」東京文化会館
- 01/13 「東京オートサロン 2018」出演
- 01/26~28 「JAPAN EXPO THAILAND 2018」出演
- 02/24 「竜馬四重奏 in KAZE-KOBO」出演
- 03/03 アルバムツアーファイナル「THE LIVE SAMURIZE -FINAL-」日本橋三井ホール
- 03/17 「広島みなとフェスタ＆広島FM公開録音」出演
- 05/18 「明治維新150年特別企画 in 長州・下関」開催
- 05/26 「福岡音楽祭 音恵〜ONKEI〜2018」出演
- 06/02 「SAKAE SP-RING 2018」出演
- 06/09 「THE LIVE 2018 ー横浜事変ー」開催
- 07/14 「第6回 北の酒まつり in きたひろしま」出演
- 07/18.19 竜馬四重奏ライブ「東京維新」開催
- 07/29 「JAPAN EXPO MALAYSIA」出演
- 07/30  マレーシア海外公演「Live in MALAYSIA」開催
- 08/26 「原宿表参道元氣スーパーよさこい2018」出演
- 08/28 「音霊 OTODAMA SEA STUDIO 2018」出演
- 09/01 「THE LIVE2018」かめありリリオホール開催
- 10/05 「THE LIVE－広島の編－」開催
- 10/19 「Live in 美保館」（島根県）開催
- 11/18 「THE LIVE－福岡の編－」開催
- 12/16 「THE LIVE2018 ～群馬の編～」（甘楽町文化会館）開催

2019年
- 01/25-27 「JAPAN EXPO THAILAND 2019」出演
- 02/20 「世界らん展2019-花と緑の祭典」出演
- 04/07 Bリーグ「八王子ビートレインズ」ハーフタイムショー出演
- 04/30 「平成entertainment〜僕の私の90年代inイオンモール幕張新都心」出演
- 05/02 「己亥の会」出演
- 06/08 「松戸森のホール公演」開催
- 06/05 1st Single『Sekai-Japan』発売
- 07/27 「LIVE 2019～夢の島～」江東区文化センター開催
- 07/28 2019鈴鹿8時間耐久ロードレースの表彰式出演
- 08/02 & 08/04 「Ryoma Quartet LIVE 2019 in NewYork 〜Sekai-Japan〜」開催
- 08/29 「音霊 OTODAMA SEA STUDIO 2019」出演
- 09/07 「安国寺ライブ」開催
- 12/14 「神田明神文化交流館1周年記念ライブ」開催

2020年
- 01/18 「2020LIVE in SHIZUOKA」開催
- 01/19 「JAPAN FESTA IN ADACHI 2020」出演
- 01/26 「第29回ニューイヤーコンサートin 富岡市かぶら文化ホール」
- 02/08 「LIVE2020〜KUROFUNE〜」開催
- 07/18-19 「JAPAN EXPO MALAYSIA2020 バーチャルイベント」出演
- 09/19 「慧日寺跡サンドアート＆スペシャルライブ」出演
- 11/05 「第17回東京国際ミュージック・マーケット、ショーケースライブ」出演
- 11/13 「LIVE2020〜Live Streaming 晴れ舞台〜」開催
- 12/05 「都路灯まつりオンライン」出演

2021年
- 02/03 3rd Album『connecting』発売
- 02/07 「LIVE2021〜YELL〜」江東区文化センター開催
- 06/04 THE LIVE2021「connecting~絆～」開催
- 06/23 Japan Society 2021 Annual Dinner Virtual Event 出演
- 09/05 「日韓交流おまつり 2021 in Seoul」オンライン出演
- 10/07 久留米シティプラザ 久留米座
- 10/10 味園ユニバース 大阪府
- 11/23 摂津市民文化ホール（くすのきホール）
- 11/26 横浜ホテルニューグランド 舞台 Jewels Story　プッチーニの描いた世界 出演

2022年
- 01/21 ジャパンエキスポタイランド2022 オンライン出演
- 06/08 ひらしん平塚文化芸術ホール「THE LIVE 2022 in HIRATSUKA」開催